# بکسلی (جورجیا)
بکسلی، جورجیا (به انگلیسی: Baxley, Georgia) یک شهر در ایالات متحده آمریکا با جمعیت ۴٬۴۰۰ نفر است که در جورجیا واقع شده‌است.

## موقعیت جغرافیایی
موقعیت جغرافیایی شهرها و مناطق اطراف به شرح زیر است: